# Поросозеро (озеро, Мурманская область)
Поросо́зеро (также Поръявр) — озеро в Ловозерском районе Мурманской области, расположенное в центре Кольского полуострова, северо-западнее озера Колмъявр. Относится к бассейну Баренцева моря, в который имеет сток через реку Иоканга.
Площадь зеркала — 13,4 км². Высота над уровнем моря — 217,8 м. Длина озера составляет около 6,7 км при максимальной ширине 3,8 км в центральной части.
Имеет неправильную форму, с сильно изрезанной береговой линией. Помимо нескольких ручьёв на северо-западе впадает река Иоканга, которая вытекает на юго-востоке. Имеется несколько островов, в том числе два относительно крупных в южной и центральной части. На западном берегу находится возвышенность Поросозеро-Мылък (с абсолютной высотой 291,3 м). Берега покрыты тундровой, лесотундровой и болотной растительностью.
Код водного объекта в государственном водном реестре — 02010000911101000005335.